# Fòrmies
Fòrmies va ser una ciutat del Latium, a la via Àpia, entre Fundi i Ninturnae, a uns 20 km de la primera i uns 15 de la segona, a la costa del golf de Gaeta (Sinus Caietanus). Tot i que administrativament era part del Latium no era una ciutat llatina originàriament, però no és clar si va ser una ciutat dels volscs o de l'àusons. Una llegenda la fa una colònia grega de lacedemonis, emparentada amb la veïna Amyclae, i si això fos així el seu nom original seria Hormiae, que derivaria de l'excel·lent port natural per l'ancoratge de les naus (ὅρμος 'hormos') que formava la seva badia. Una altra llegenda la feia teatre de la faula dels lestrígons a l'Odissea, i en temps d'August la família dels Lamiae assegurava descendir de Lamus, rei dels lestrígons.
La primera menció històrica és de l'any 338 aC, després de la gran guerra llatina, en la que aparentment ni 'Fòrmies ni la veïna Fundi hi van prendre part, però van permetre el pas pel seu territori dels exèrcits romans. Com agraïment se'ls va donar la ciutadania romana sense dret a sufragi. Aquest dret els va ser atorgat el 190 aC i es van incloure a la tribu Emília. Des de llavors va ser un municipi romà i lloc de residència d'estiu dels romans rics al segle i aC. Entre molts altres, Ciceró hi va tenir una vil·la i es va retirar allí abans de morir. Allà el van agafar i el van matar quan intentava escapar l'any 43 aC. Alguns autors esmenten com a escenari d'aquest fets a Caieta però aquesta ciutat era en aquells temps una dependència de Fòrmies i el seu port. Altres vil·les famoses eren la d'Horaci, i la dels Mamurra. Va rebre una colònia romana en temps del Segon Triumvirat i va portar aquest títol a les inscripcions imperials.
Va continuar existint durant tot l'Imperi. Va ser la seu d'un bisbe des del segle v, que va existir fins al segle ix quan la ciutat es va despoblar pels atacs dels sarraïns que la van conquerir i destruir el 856. Els habitants que van sobreviure es van refugiar a Gaeta que es va convertir en la nova seu del bisbe.
És troba a l'actual barri de Mola di Gaeta a la ciutat de Formia. Queden restes de l'antiga ciutat amb terrasses, passatges, banys, coves, tombes i altres que van des de la ciutat fins a la veïna Castellone, i que en general són restes de les vil·les, una de les quals, propera a la moderna ciutat, és coneguda com la vila de Ciceró, però d'altres assignen a l'orador unes restes al jardí de la moderna Villa Marsana. Dels noms moderns un que es diu Torre di Scauri, i un anomenat Mamurano, indiquen el lloc de les viles dels Emili Escaure i dels Mamurra.